# زنان خلبان خدمات نیروی هوایی
زنان خلبان خدمات نیروی هوایی (WASP/دابلیوآاس‌پی) (همچنین خلبانان خدمات ارتش زنان یا خلبانان خدمات کمکی زنان) یک سازمان خلبانان زن غیرنظامی بود که اعضای آن کارمندان خدمات مدنی فدرال ایالات متحده بودند. اعضای زنان خلبان خدمات نیروی هوایی (دابلیوآاس‌پی) به خلبانان آموزش دیده‌ای تبدیل شدند که هواپیماها را آزمایش می‌کردند، هواپیماها را حمل می‌کردند و خلبانان دیگر را آموزش می‌دادند. هدف آنها پر کردن جای خلبانان مرد برای نقش‌های رزمی آنان در طول جنگ جهانی دوم بود. با وجود مشارکت اعضای مختلف نیروهای مسلح در ایجاد این برنامه، زنان خلبان خدمات نیروی هوایی و اعضای آن هیچ جایگاه نظامی نداشتند.
پیش از دابلیوآاس‌پی، گروه آموزشی پرواز زنان (WFTD) و اسکادران فریینگ کمکی زنان (WAFS) حضور داشتند. هر دو به‌طور جداگانه در سپتامبر ۱۹۴۲ سازماندهی شدند. آنها سازمان‌های پیشرو زنان خلبان غیرنظامی بودند که به نیروی هوایی ارتش ایالات متحده آمریکا برای پرواز هواپیماهای نظامی در طول جنگ جهانی دوم وابسته بودند. در ۵ اوت ۱۹۴۳، WFTD و WAFS برای ایجاد سازمان دابلیوآاس‌پی ادغام شدند.
قرارداد دابلیوآاس‌پی با نیروی هوایی ارتش ایالات متحده در ۲۰ دسامبر ۱۹۴۴ پایان یافت. در طول دوره عملیات، خدمت هر یک از اعضای زن معادل یک خلبان مرد برای رزم نظامی بود. آنها در طی بیش از ۶۰ میلیون مایل پرواز کارهایی شامل :حمل و نقل هر نوع هواپیمای نظامی؛ یدک‌کشی اهداف برای تمرین سلاح‌های ضدهوایی زنده؛ شبیه‌سازی ماموریت‌های استارفینگ و محموله‌های حمل و نقل انجام دادند. سی و هشت عضو دابلیوآاس‌پی جان خود را از دست دادند و گرترود تامپکینز در حالی که در یک مأموریت دریایی بود ناپدید شد، سرنوشت او هنوز مشخص نیست. در سال ۱۹۷۷، به دلیل خدمات دابلیوآاس‌پی در جنگ جهانی دوم، به اعضا درجه کهنه‌سرباز اعطا شد، و در سال ۲۰۰۹ مدال طلای کنگره را دریافت کردند.

## ایجاد سازمان زنان خلبان خدمات نیروی هوایی
دابلیوآاس‌پی به عنوان دو سازمان مجزا شروع به کار کرد. خلبان ژاکلین کاکرن در سال ۱۹۳۹ ایده ای را به بانوی اول، النور روزولت نوشت و در آن استفاده از خلبانان زن در مأموریت‌های غیر جنگی را پیشنهاد کرد.   کوکران توسط روزولت به ژنرال هنری اچ. آرنولد (ژنرال ۵ ستاره تاریخ نیروی هوایی آمریکا) فرمانده وقت نیروی هوایی ارتش ایالات متحده آمریکا و سرلشکر رابرت اولدز، فرمانده حمل و نقل هوایی معرفی شد.  آرنولد از او خواست تا یک بمب‌افکن را به بریتانیا ببرد تا ایده زنان خلبان هواپیمای نظامی را تبلیغ کند.  کوکران به انگلستان رفت و در آنجا برای سازمان کمکی حمل و نقل هوایی (ATA) داوطلب شد و زنان خلبان آمریکایی را برای کمک به پرواز هواپیماها در اروپا استخدام کرد. بیست و پنج زن با کوکران برای عضویت در آتی‌آ داوطلب شدند. زنان آمریکایی که در آتی آپرواز کردند، اولین زنان آمریکایی بودند که با هواپیماهای نظامی پرواز کردند. زمانی که کوکران در انگلستان بود، سازماندهی آتی‌آ و نیروی هوایی پادشاهی بریتانیا را مطالعه کرد. 
در تابستان ۱۹۴۱، کوکران و نانسی هارکنس لاو، خلبان آزمایشی، به‌طور مستقل پیشنهادهایی را به نیروی هوایی ارتش ایالات متحده ارائه کردند تا پس از شروع جنگ جهانی دوم در اروپا، زنان خلبان در مأموریت‌های غیر جنگی شرکت کنند. این طرح شامل آزادسازی خلبانان مرد برای نقش‌های رزمی و استفاده از خلبانان زن واجد شرایط برای انتقال هواپیما از کارخانه‌ها به پایگاه‌های نظامی و همچنین یدک‌کشیدن هواپیماهای بدون سرنشین و اهداف هوایی بود. ایالات متحده در حال ایجاد قدرت هوایی و حضور نظامی خود با پیش‌بینی دخالت مستقیم در درگیری بود و با تأخیر شروع به خدمت اجباری در ایالات متحده آمریکا کرده بود. این دوره به دلیل شکاف‌های آشکار در «نیروی انسانی» که می‌توانست توسط زنان پر شود، به افزایش چشمگیر فعالیت برای نیروی هوایی ارتش ایالات متحده منجر شد. برای جبران نیازهای نیروی انسانی ارتش پس از حمله به پرل هاربر، دولت زنان را تشویق کرد تا وارد نیروی کار شوند تا مشاغل صنعتی و خدماتی را که از جنگ حمایت می‌کردند، پر کنند. 

### دابلیوآاف‌اس

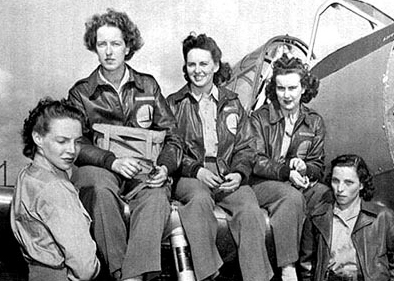
خلبانان اسکادران فریینگ کمکی زنان (دابلیوآاف‌اس)، ۷ مارس ۱۹۴۳

همسر نانسی هارکنس لاو، رابرت لاو، عضو ذخیره نیروی زمینی ایالات متحده آمریکا بود و برای سرهنگ ویلیام اچ. تونر (سپهبد بعدی) کار می‌کرد.  وقتی رابرت لاو به این موضوع اشاره کرد که همسرش خلبان است، تونر به این موضوع علاقه‌مند شد که آیا او زنان دیگری را که خلبان هستند می‌شناسد یا خیر؟  به‌طور رسمی‌تر، در ۱۱ ژوئن ۱۹۴۲، سرهنگ تونر پیشنهاد کرد که زنان خلبان را در سپاه نظامی زنان دابلیوآاف‌اس قرار دهند.  با این حال، مشکلات فنی با این پیشنهاد وجود داشت، بنابراین تصمیم گرفته شد به جای آن، استخدام خلبانان غیرنظامی برای ATC پیگیری شود.  تا ۱۸ ژوئن، لاو طرحی را برای ارسال به ژنرال هارولد ال. جورج تهیه کرده بود که این پیشنهاد را برای وی ارسال کرد.  النور روزولت در مورد زنانی که در طول جنگ به عنوان خلبان کار می‌کردند در ستون روزنامه خود در روز اول سپتامبر مقاله ای با تیتر «روز من» نوشت و از این ایده حمایت کرد.  ژنرال جورج دوباره این ایده را با ژنرال آرنولد مطرح کرد، که سرانجام در ۵ سپتامبر دستور داد که «اقدامات فوری انجام شود و استخدام خلبانان زن در عرض بیست و چهار ساعت آغاز شود.»  قرار بود نانسی هارکنس لاو مدیر گروه باشد و در همان روز ۸۳ تلگراف برای زنان خلبان فرستاد. 
دابلیوآاف‌اس در ۱۰ سپتامبر ۱۹۴۲ به‌طور علنی وارد عملیات شد  به زودی، فرماندهی حمل و نقل هوایی شروع به استفاده از زنان برای حمل هواپیما از کارخانه به فرودگاه کرد. این کار با ۲۸ زن خلبان شروع شد، اما تعداد آنها در طول جنگ افزایش یافت تا اینکه به چندین اسکادران رسید.  شرایط لازم برای استخدام این بود که آنها باید بین ۲۱ تا ۳۵ سال داشته، دارای دیپلم دبیرستان، گواهینامه پرواز تجاری با ۵۰۰ ساعت زمان پرواز و تجربه در پرواز در سراسر کشور داشته باشند. 
یونیفرم‌های دابلیوآاف‌اس توسط نانسی هارکنس لاو طراحی شد و شامل یک ژاکت گبردین خاکستری با دکمه‌های برنجی و شانه‌های مربع بود.  این یونیفرم را می‌توان با دامن‌های گلدار یا شلوارهایی که از گاباردین نیز ساخته شده‌اند، پوشید.  از آنجایی که آنها مجبور بودند هزینه یونیفورم خود را بپردازند، تنها ۴۰ زن یونیفورم دابلیوآاف‌اس را پوشیدند. پس از آن برای همه اعضا یک یونیفرم پرواز متشکل از روپوش پرواز خاکی، چتر نجات، عینک، شال خلبانی و ژاکت پرواز چرمی با نشان تهیه شد. 
مقر دابلیوآاف‌اس در پایگاه گارد ملی هوایی نیوکاسل (می ۱۹۴۳) (فرودگاه ویلمینگتن، کارولینای شمالیسابق) تأسیس شد. تونر اطمینان حاصل کرد که
آپارتمان‌هایی برای زندگی زنان در پایگاه وجود دارد. 
دابلیوآاف‌اس تحت یک قرارداد ۹۰ روزه و قابل تمدید کار کرد.  250 دلار در ماه مقرری داشت و مجبور بود برای اتاق و غذای خود پول پرداخت کند.
اولین گروه از سربازان دابلیوآاف‌اس به عنوان اعضای اصلی شناخته می‌شدند.  بتی گیلیز اولین زنی بود که برای تمرین حاضر شد.  در ۶ اکتبر، گیلیز به عنوان رئیس اجرایی و فرمانده دوم دابلیوآاف‌اس انتخاب شد.  گیلیز با رژه نظامی و فنون فرماندهی که در مدرسه آموخته بود آشنا بود. اولین مأموریت دابلیوآاف‌اس توسط گیلیز در  اکتبر ۱۹۴۲ اجرا شد.  گردان هوایی از ۲۸ به ۲۷ کاهش یافت که پت رونی در ۳۱ دسامبر پس از مخالفت با سرهنگ بیکر آن را ترک کرد. 
دابلیوآاف‌اس هر کدام به‌طور متوسط دارای سابقه حدود ۱۴۰۰ ساعت پرواز و رتبه خلبان تجاری داشتند. آنها ۳۰ روز جهت یادگیری پرواز بر اساس مقررات نظامی تمرین کردند. پس از آن، آنها به فرماندهی (سازمان نظامی) حمل و نقل هوایی در نقاط مختلف منصوب شدند. در آغاز سال ۱۹۴۳، سه اسکادران جدید تشکیل شد.  چهارمین گروه فریینگ در رومالوس، میشیگان و توسط دل شار فرماندهی می‌شد.  گروه پنجم حمل و نقل در دالاس مستقر بود و تحت فرماندهی فلورن میلر قرار داشت.  گروه ۶ فریینگ در لانگ بیچ مستقر بود و توسط باربارا جین اریکسون فرماندهی می‌شد. 

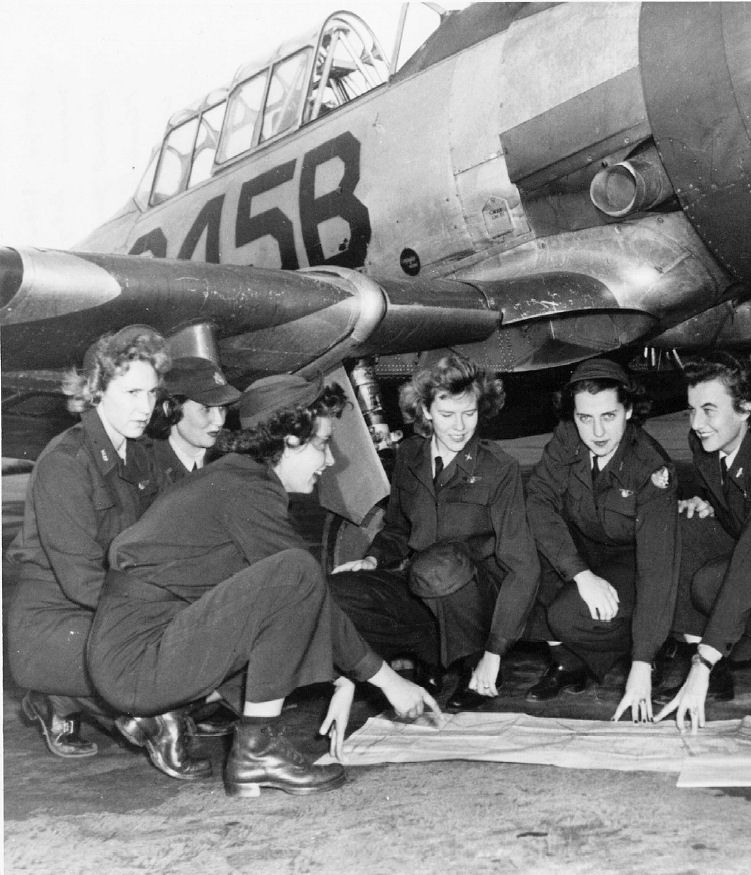
کارآموزان در فرودگاه صحرایی اونجر

## وظایف

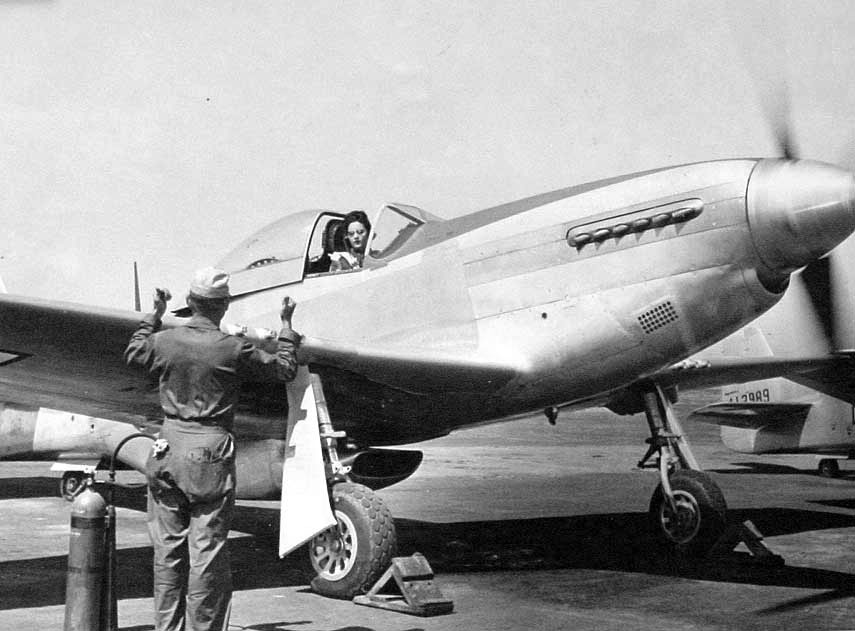
فلورن واتسون در حال آماده‌سازی یک نورث امریکن پی-۵۱ ماستنگ برای انتقال از کارخانه ای در اینگلوود، کالیفرنیا

پس از آموزش، اعضای دابلیوآاف‌اس در ۱۲۲ پایگاه هوایی در سراسر ایالات متحده مستقر شدند، جایی که آنها ماموریت‌های متعدد مربوط به پرواز را بر عهده گرفتند. حمل هواپیما از کارخانه به پایگاه‌های هوایی اولین وظایف دابلیوآاف‌اس را تشکیل می‌داد.  در طول جنگ جهانی دوم، خلبانان زن ۸۰ درصد از تمام ماموریت‌های حمل و نقل را انجام می‌دادند.  آنها بیش از ۱۲۰۰۰ هواپیما تحویل دادند. اینگونه دابلیوآاف‌اس حدود ۹۰۰ خلبان مرد را برای انجام وظیفه رزمی در طول جنگ جهانی دوم از خدمت غیرنظامی مرخص کرد.

## درخواست وضعیت سربازی
اعضای دابلیوآاف‌اس کارمندان خدمات مدنی فدرال ایالات متحده بودند و واجد شرایط دریافت مزایای نظامی نبودند. هر یک از اعضا هزینه‌های خود را پرداخت می‌کرد. اگرچه این اعضا وابسته به نیروی هوایی ارتش ایالات متحده بودند، اما پس از اتمام دوره آموزشی خود می‌توانستند در هر زمانی استعفا دهند. در ۳۰ سپتامبر ۱۹۴۳، اولین لایحه نظامی سازی دابلیوآاف‌اس توسط نماینده جان کاستلو در مجلس نمایندگان ایالات متحده ارائه شد.  کوکران و آرنولد خواهان یک سپاه جداگانه به رهبری یک سرهنگ زن بودند. با این حال، وزارت جنگ به‌طور مداوم با این حرکت مخالف بود، زیرا هیچ سپاه جداگانه ای برای خلبانان مرد وجود نداشت که از نیروی هوایی ارتش ایالات متحده آمریکا متمایز شود. در ژانویه ۱۹۴۴، کاستلو لایحه ای به نام HR 4219 ارائه کرد تا به حضور و مأموریت زنان در نیروی هوایی ارتش مجوز دهد.  ژنرال آرنولد احساس کرد که فضایی برای زنان و مردان وجود دارد تا به عنوان خلبان در نیروی هوایی ارتش کار کنند.  او در مقابل کمیته نظامی مجلس شهادت داد که اعضای دابلیوآاف‌اس همه «دارای پروازهای خوبی بودند و او قصد دارد همه خلبانان مرد را برای جنگ بفرستد.»
با این حال، برخی از رسانه‌ها با ژنرال آرنولد مخالفت کردند و شروع به نوشتن نظرات در برخی از مهم‌ترین رسانه‌های روز کردند.  تایم، نیویورک دیلی نیوز و واشینگتن پست همگی از زنان خواستند که کنار رفته و مشاغل را به مردان بازگردانند.  روزنامه‌نگاری به نام درو پیرسون، قانونی بودن تأمین مالی برنامه اعضای دابلیوآاف‌اس را زیر سؤال برد و حتی ژنرال آرنولد را متهم کرد که توسط «حیله‌های زنانه» احاطه شده‌است. 

## پایان برنامه اعضای دابلیوآاف‌اس
در ۷ دسامبر ۱۹۴۴، آخرین کلاس خلبانان اعضای دابلیوآاف‌اس برگزار و در مجموع ۷۱ زن، جدای از برنامه‌ریزی برای انحلال برنامه طی دو هفته بعد، از آموزش فارغ‌التحصیل شدند.   قبل از انحلال دابلیوآاف‌اس، ژنرال آرنولد به همه افسران فرمانده در پایگاه‌هایی که اعضای دابلیوآاف‌اس ا در آنجا خدمت می‌کردند، دستور داد که «برای زنان خلبان، گواهینامه ای مشابه ترخیص نظامی صادر شود.» 

## میراث

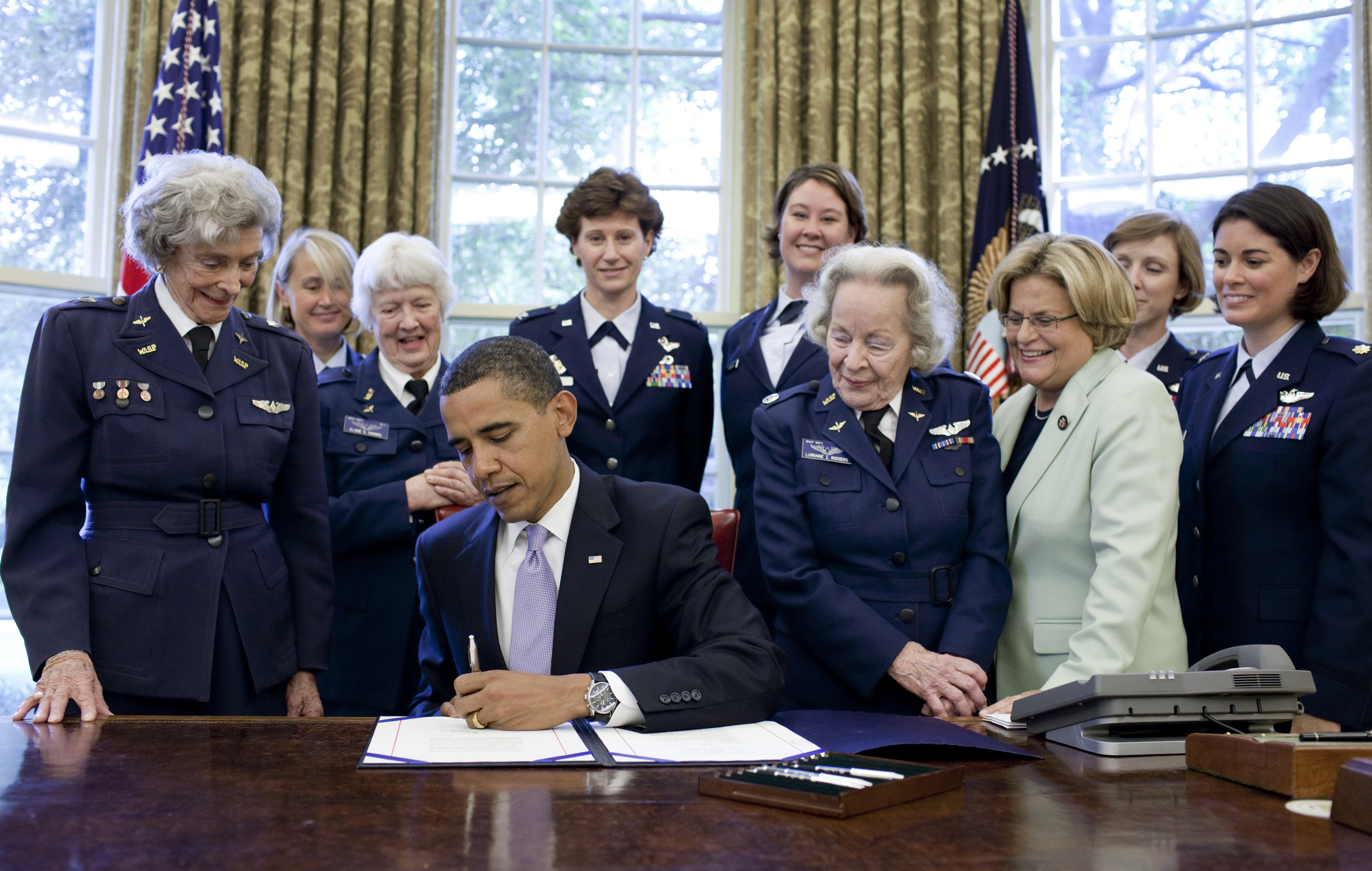
رئیس‌جمهور باراک اوباما در حال امضای فرمان تقدیم مدال طلای کنگره به اعضای دابلیوآاف‌اس

سوابق برنامه دابلیوآاف‌اس، مانند همه پرونده‌های زمان جنگ، به مدت ۳۵ سال طبقه‌بندی و مهر و موم شدند و مشارکت‌هایشان در تلاش‌های جنگ برای مورخان کمتر شناخته شده و غیرقابل دسترس بود. با این حال، مورخان غیررسمی، مانند وجود داشتند که دفترچه‌ها و بریده‌های روزنامه‌ای را دربارهٔ کارهایی که اعضای دابلیوآاف‌اس انجام داده‌اند و کارهایی که انجام داده‌اند جمع‌آوری می‌کنند.
تلاش‌های اولیه برای به رسمیت شناختن دابلیوآاف‌اس در اوایل دهه ۱۹۷۰ ادامه یافت. از سوی دفتر سناتور بری گلدواتر، که با دابلیوآاف‌اس در طول جنگ جهانی دوم پرواز کرده بود، پشتیبانی وجود داشت. تلاش گلدواتر برای به دست آوردن وضعیت کهنه سرباز دابلیوآاف‌اس با تعصب تکان دهنده در کنگره مواجه شد. به گفته تری امرسون، دستیار قانونگذاری گلدواتر، «با زنان به عنوان افراد غیرشخصی رفتار می‌شد.» در مجلس، نماینده پتسی مینک در ۱۷ می ۱۹۷۲ لایحه ای را برای اعطای وضعیت کهنه سربازان دابلیوآاف‌اس ارائه کرد. نماینده دیگری در مجلس، لیندی بوگز، در حدود سال ۱۹۷۷ لایحه ای را برای اعطای وضعیت نظامی دابلیوآاف‌اس ارائه کرد.
در سال ۱۹۷۵ به رهبری سرهنگ بروس آرنولد، پسر ژنرال هاپ آرنولد، به همراه اعضای بازمانده دابلیوآاف‌اس دوباره گروهی سازماندهی کردند و آنچه را که «نبرد کنگره» نامیدند آغاز کردند. هدف آنها جلب حمایت عمومی و به رسمیت شناختن رسمی دابلیوآاف‌اس به عنوان جانبازان جنگ جهانی دوم بود. در سال ۱۹۷۶، لایحه ای در کمیته امور کهنه سربازان سنا برای اعطای وضعیت نظامی به دابلیوآاف‌اس وجود داشت. این لایحه به خلبانان دابلیوآاف‌اس اجازه می‌دهد از خدمات کهنه سربازان استفاده کنند. در سال ۱۹۷۷، پس از اینکه یک بیانیه مطبوعاتی نیروی هوایی به اشتباه اعلام کرد که نیروی هوایی در حال آموزش اولین زنان برای پرواز با هواپیماهای نظامی برای ایالات متحده است، سوابق دابلیوآاف‌اس باز شد اسنادی گردآوری شد که در طول خدمت آنها نشان داده شد. اعضای WASP تحت نظم و انضباط نظامی قرار گرفتند، مأموریت‌های فوق سری به آنها محول شد و به بسیاری از اعضا پس از انحلال واحدهایشان، روبان خدمات اعطا شد. همچنین نشان داده شد که هلن پورتر، عضو دابلیوآاف‌اس، پس از خدمتش، توسط افسر فرماندهی خود، ترخیص نظامی دریافت کرده‌است.  در طول جلسات استماع در مورد قانون، مخالفت با به رسمیت شناختن نظامی اعضای دابلیوآاف‌اس توسط وزارت امور کهنه‌سربازان ایالات متحده آمریکا، لژیون آمریکایی و کهنه سربازان جنگ‌های خارجی ابراز شد.  وزارت امور کهنه‌سربازان ایالات متحده آمریکا، به رهبری دوروتی ال. استارباک، استدلال کرد که دابلیوآاف‌اس نباید به رسمیت شناخته شود زیرا زنان هرگز مشمول دادگاه نظامی نبودند. این وزارتخانه احساس می‌کرد که اعطای به رسمیت شناختن نظامی دابلیوآاف‌اس «وضعیت ویژه جانبازان را از بین می‌برد و صدمات جبران ناپذیری به مزایای جانبازان وارد می‌کند.»
پرزیدنت جیمی کارتر قانون PL95-202، بخش ۴۰۱، قانون بهبود لایحه GI در سال ۱۹۷۷ را امضا کرد، که این خدمات را به عنوان یک دابلیوآاف‌اس برای اهداف برنامه‌هایی که توسط اداره کهنه سربازان اداره می‌شود «وظیفه فعال» در نظر گرفته می‌شود. در سال ۱۹۷۹ برای اعضای سابق دابلیوآاف‌اس گواهینامه ترخیص افتخاری صادر شد در سال ۱۹۸۴، به هر دابلیوآاف‌اس مدال پیروزی جنگ جهانی دوم اهدا شد. همچنین به کسانی که بیش از یک سال خدمت کرده‌اند، مدال روبان تئاتر آمریکایی/ مدال کمپین آمریکایی برای خدماتشان در طول جنگ اهدا شد. بسیاری از مدال‌ها توسط پسران و دختران دریافت کنندگان به نمایندگی از آنها پذیرفته شد.
قانون ۱۹۷۷ به صراحت اجازه دفن دابلیوآاف‌اس‌ها را در آرامستان ملی آرلینگتون نمی‌داد. به این دلیل که گورستان ملی آرلینگتون، برخلاف اکثر گورستان‌های ملی دیگر، توسط ارتش اداره می‌شود، نه وزارت امور کهنه سربازان، و بنابراین وزیر ارتش ایالات متحده آمریکا واجد شرایط بودن دفن آرلینگتون را تعیین می‌کند. دلیل موضع‌گیری ارتش در مورد این موضوع ممکن است فضای به سرعت در حال کاهش در آرلینگتون باشد. اما در سال ۲۰۰۲، ارتش دوباره بررسی کرد و تصمیم گرفت که اعضای مرده را می‌توان در گورستان ملی آرلینگتون دفن کرد. با این حال، در سال ۲۰۱۵، این قانون پس گرفته شد

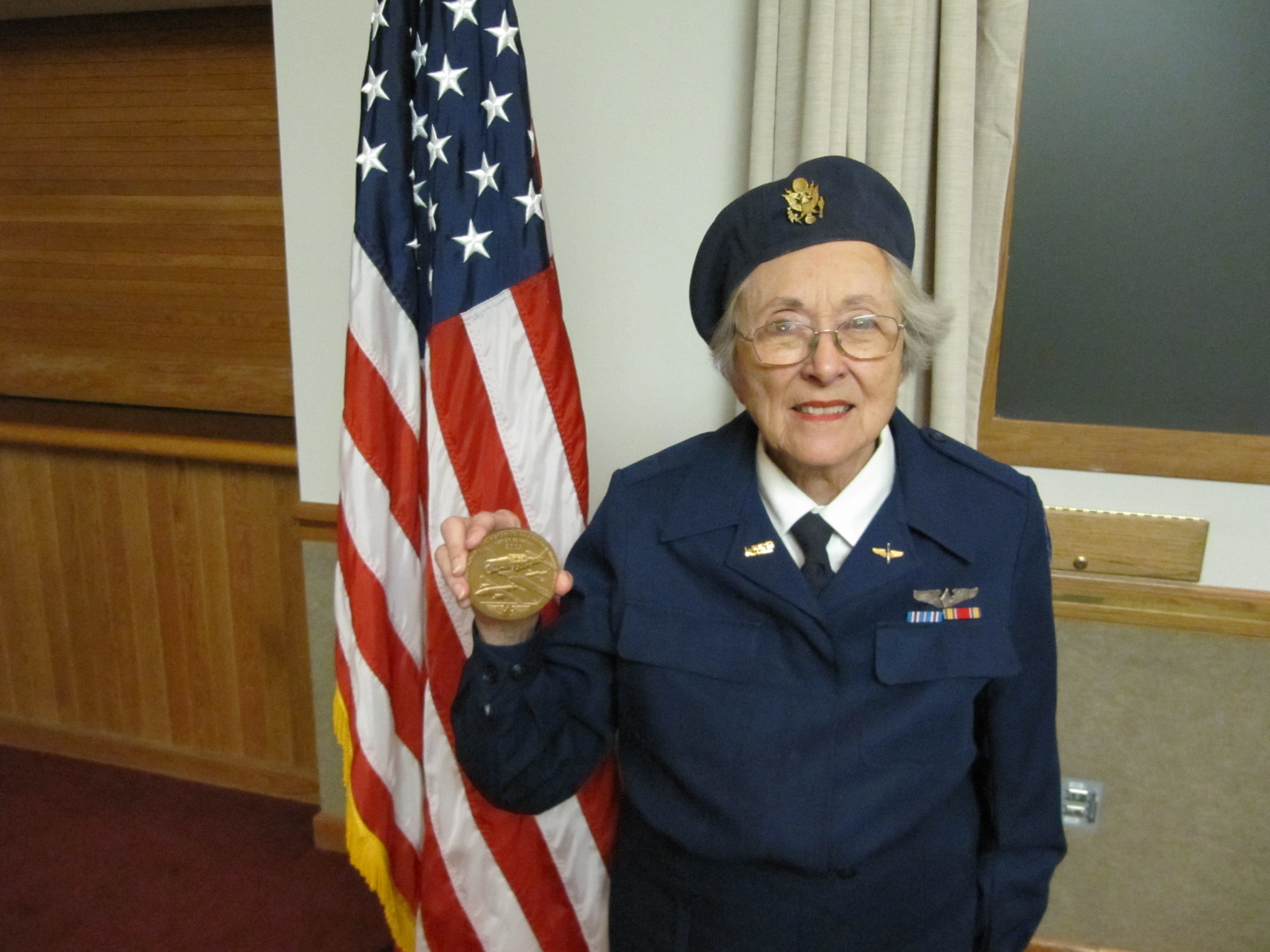
مدج مور در حال نشان دادن مدال طلای کنگره دابلیوآاف‌اس که در واشینگتن دی سی دریافت کرد

در سال ۲۰۰۲، دینی بیشاپ پریش، به همراه دخترش برنامه‌ریزی برای موزه ای را آغاز کردند که به بیان داستان دابلیوآاف‌اس‌ها اختصاص داشت. در سال ۲۰۰۵، افتتاحیه بزرگ موزه ملی دابلیوآاف‌اس در جنگ جهانی دوم برای ۲۸ می ۲۰۰۵ برنامه‌ریزی شد، که ۶۲ سالگرد اولین کلاس فارغ‌التحصیلی دابلیوآاف‌اس بود. در کنار نمایش یونیفرم‌ها، وسایل نقلیه و سایر مصنوعات چندین هواپیما وجود داشت. اینها شامل یک هواپیمای بوئینگ استیرمن مدل ۷۵، یک پی‌تی-۱۹ فیرچایلد، یک سسنا ای‌تی-۱۷ بوبکت و یک تی‌بی-۱۳ والیانت بود.
در سال ۲۰۰۹، اعضا به تالار مشاهیر بین‌المللی هوا و فضا در موزه هوا و فضای سن دیگو معرفی شدند.
در ۱ ژوئیه ۲۰۰۹، رئیس‌جمهور باراک اوباما و کنگره ایالات متحده به اعضای دابلیوآاف‌اس مدال طلای کنگره را اعطا کردند. سه نفر از تقریباً ۳۰۰ عضو دابلیوآاف‌اس زنده مانده بودند تا شاهد این رویداد باشند. اوباما در این مراسم گفت: «زنان خلبان خدمات نیروی هوایی شجاعانه به درخواست کشورشان در مواقع ضروری پاسخ دادند و در عین حال مسیری را برای زنان شجاعی که از آن زمان تاکنون خدمات بسیار زیادی به این ملت داده‌اند، باز کردند. هر آمریکایی باید قدردان خدمات خود باشد، و من مفتخرم که این لایحه را امضا کنم تا در نهایت بخشی از شناختی را که به سختی به دست آورده‌اند، به آنها بدهم.» در ۱۰ مارس ۲۰۱۰، بازماندگان ۳۰۰ عضو دابلیوآاف‌اس به ساختمان کنگره آمریکا آمدند تا مدال طلای کنگره را از نانسی پلوسی، رئیس مجلس نمایندگان و دیگر رهبران کنگره دریافت کنند. در روز سال نو در سال ۲۰۱۴، رژه گل رز یک شناور را به نمایش گذاشت که هشت عضو دابلیوآاف‌اس روی آن سوار بودند.

## زنان خلبان خدمات نیروی هوایی

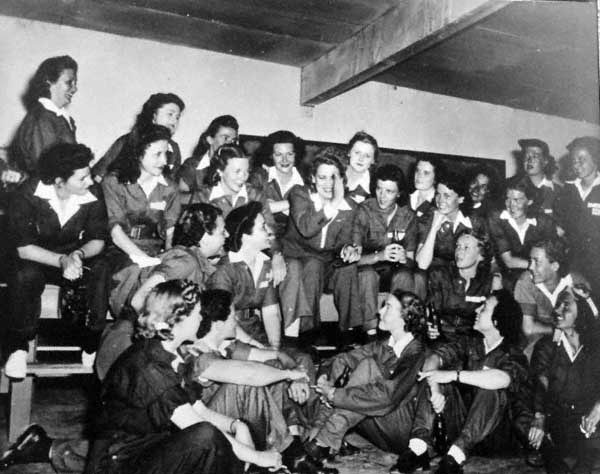
جکی کوکران (مرکز) با کارآموزان دابلیوآاف‌اس

- بتی تاکبری بلیک (۱۹۲۰–۲۰۱۵)، آخرین عضو بازمانده از اولین گروه آموزشی زنان خلبان خدمات نیروی هوایی (کلاس 43-W-۱ در سویت واتر، تگزاس، فارغ‌التحصیل در ۲۴ آوریل ۱۹۴۳)،[۴۱]
- ژان لندیس (۱۹۱۸–۲۰۲۲)، فرمانده گروهان.[۴۲]
- دوریس بریستول[۴۳] (۱۹۲۰–۲۰۱۰)، کلاس 43-W-۵
- Mary S. Reineberg Burchard (1916–2012)، کلاس 44-W-6.[۴۴]
- آن باومگارتنر کارل[۴۵]
- پرل لاسکا چمبرلین - اولین زنی که در سال ۱۹۴۶ به تنهایی یک هواپیمای تک موتوره را در بزرگراه آلاسکا وارد کرد.
- الیزابت «بتی» ماکسین چمبرز[۴۶]
- ژاکلین کوکران - مدیر زنان خلبان خدمات نیروی هوایی. در سال ۱۹۳۸، کوکران به دلیل برنده شدن در مسابقه بین قاره ای بندیکس در سراسر کشور به شهرت رسید.
- گوندولین کوارت
- ویولت کاودن
- رزا چارلین کرگر[۴۷]
- خدمه نانسی باتسون[۴۸]
- سلما کرونان[۴۹]
- نانسی روث لو کرات، (کلاس 43-W-۴)،[۵۰] در ۲۱ ژانویه ۲۰۱۶ درگذشت.
- آیریس کامینگز
- ژان پی دی امبلی - عضو کلاس 43-W-5[۵۱]
- Mildred Inks Davidson Dalrymple (کلاس 44-W-4)[۵۲]
- دوروتی هیلیارد دیویس، کمپینی برای به رسمیت شناختن زنان خلبان به عنوان کهنه سربازان ارتش انجام داد.
- قلعه کورنلیا – یکی از زنان خلبان خدمات نیروی هوایی‌های اصلی. تجربه فورت شامل فرار از حمله به هواپیماهای حامل IJNAS در پرل هاربر در ۷ دسامبر ۱۹۴۱ بود. او در ۲۳ مارس ۱۹۴۳ هنگام پرواز با BT-13 در نزدیکی مرکل، تگزاس، اولین قربانی زنان خلبان خدمات نیروی هوایی در یک برخورد هوایی شد.
- الیزابت ال. گاردنر از راکفورد، ایلینوی[۵۳]
- مگی جی - یکی از تنها دو آسیایی-آمریکایی (چینی) در زنان خلبان خدمات نیروی هوایی، دیگری هیزل یینگ لی است.

- بتی گیلیز

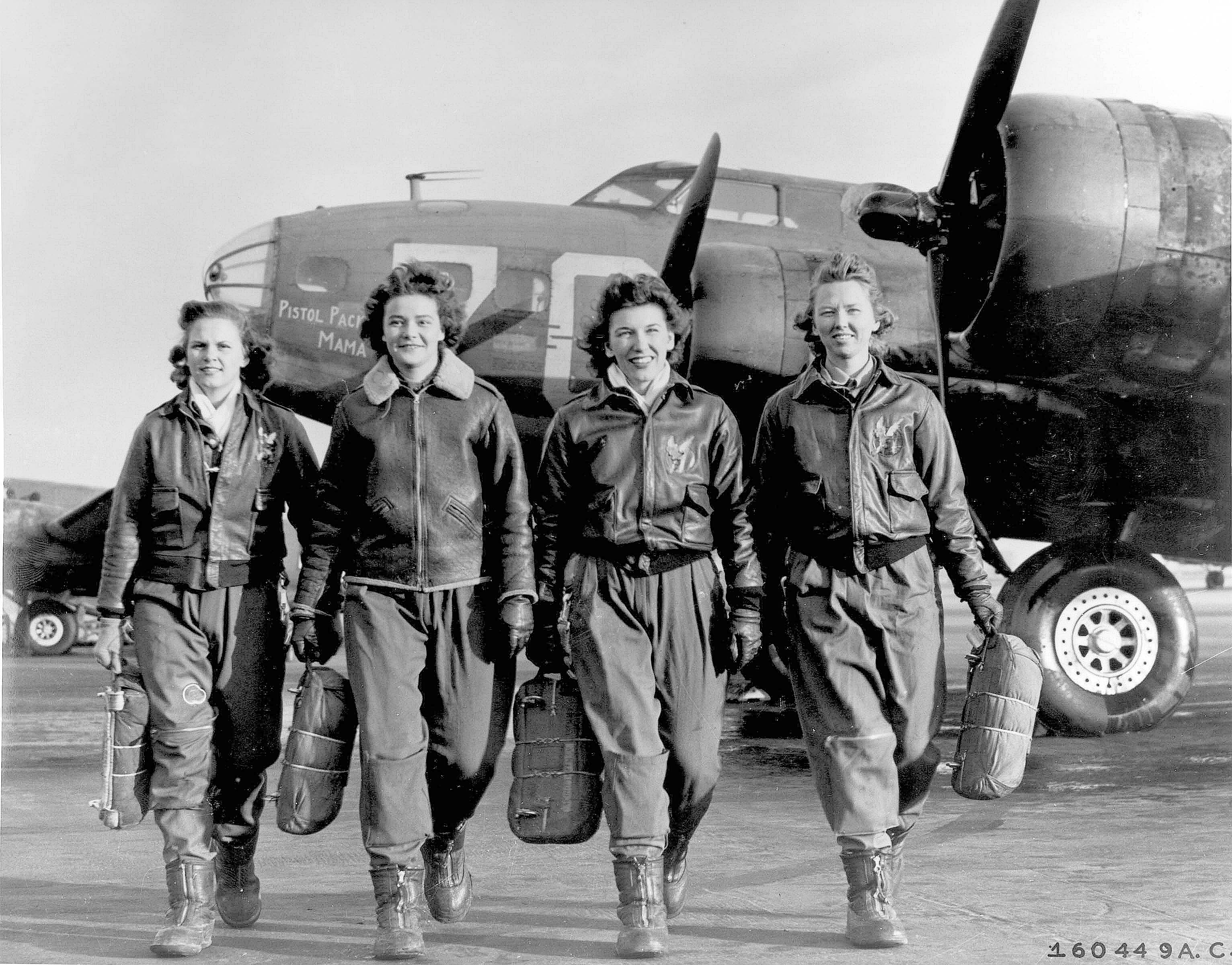
فرانسیس گرین، مارگارت (پگ) کرشنر، آن والدنر و بلانچ آزبورن هواپیمای خود را ترک می‌کنند، "Pistol Packin' Mama"

- آن وارن گریفیث، نویسنده، در مورد تجربیات زنان خلبان خدمات نیروی هوایی خود در نیویورکر نوشت
- بتی هاس فایستر
- لوئیس هیلی[۵۴]
- Elaine D. Harmon، اولین هوانورد زنان خلبان خدمات نیروی هوایی در گورستان ملی آرلینگتون به خاک سپرده شد
- سارا پین هیدن
- برنیس فالک هایدو
- گلوریا هیث[۵۵]
- ژان هیکسون
- ماریون استگمن هاجسون شرح مفصلی از دوران خود به عنوان یکی از اعضای زنان خلبان خدمات نیروی هوایی در زندگی‌نامه خود به نام Winning My Wings: A Woman Airforce Service Pilot در جنگ جهانی دوم نوشت.
- کارلا هوروویتز[۵۶]
- ایولین گرینبلات هاورن[۵۷]
- سلیا هانتر
- مارج هورلبرت - او به عضویت هیئت مدیره انجمن خلبانان حرفه ای مسابقه انتخاب شد تا منافع خلبانان زن را نمایندگی کند و در زمان مرگش در ژوئیه ۱۹۴۷ رکورد بین‌المللی سرعت هوایی این زن را در اختیار داشت. مارج در حین اجرای یک سیرک پرنده که برای جمع‌آوری پول برای ساخت یک هواپیمای مسابقه ای جدید به آن ملحق شد، جان باخت.[۵۸][۵۹]
- جانت هاچینسون - از Flying Hutchinsons، در سن ۱۸ سالگی پیوست[۶۰]
- ترزا جیمز[۶۱]
- مارگریت «تای» هیوز کیلن[۶۲]
- هیزل یینگ لی - یکی از دو آسیایی-آمریکایی (چینی) در WASP، دیگری Maggie Gee. لی آخرین عضو WASP بود که در حین خدمت در برنامه جان باخت.
- دوروتی سواین لوئیس - کار در Piper Aircraft Lockhaven، پنسیلوانیا، فارغ‌التحصیل برنامه مدرس هوانوردی زنان در اداره هوانوردی تنسی Phoebe Omlie در نشویل TN (فوریه ۱۹۴۳)، آموزش خلبانان نیروی دریایی V-5 کلاس‌های برنامه 43F, W3G، کلاس‌های W3SP, W3H, W8,44-W2,44-W4، به WASP در کلاس 44-W7&۵ ملحق شد، اهداف بکسل شده در B-26، پروازهای مهندسی هواپیماهای مختلف دیگر، مجسمه کارآموز WASP در دادگاه افتخاری آکادمی نیروی هوایی ایالات متحده، کلرادو اسپرینگز، نقاشی پرتره رسمی[۶۳] از جانت رنو برای وزارت دادگستری ایالات متحده
- دوریس لاکنس[۶۴]
- باربارا اریکسون لندن - تنها عضو WASP که در طول جنگ جهانی دوم مدال هوایی دریافت کرد.[۶۵] پس از جنگ، مدال‌هایی به سایر اعضای WASP اهدا شد.
- گریس الیزابت "بتی" اشول لوتوویچ 44-W-۷
- نانسی لاو
- Iola "Nancy" Clay Magruder یکی از اعضای کلاس 44-W-۷، دستورها او او را به Enid، اوکلاهما فرستاد و در آنجا با BT-13، BT-15، AT-6، PT-17، و B-18 پرواز کرد.
- مدج مور[۶۶]
- آنابل کرافت ماس - ماس با AT-6 Trainer پرواز کرد و مسئول انتقال افسران از پایگاه به پایگاه بود.[۶۷][۶۸]
- آن ناگل - پس از جنگ، او یک عکاس و نویسنده برجسته شد. او عکس‌ها را برای خدا، کشور و هیجان آن: زنان خلبان نیروی هوایی جنگ جهانی دوم، با مقدمه‌ای از دورا دوگرتی استروتر گرفته‌است.[۶۹]
- دوروتی اولسن
- لوری اتو
- دینی بیشاپ پریش[۷۰][۷۱]
- سوزان آپجان دلانو پریش، یکی از بنیانگذاران موزه هوایی کالامازو، که بعدها باغ وحش هوایی نامیده شد.[۷۲]
- Vilma Lazar Qualls (5 مه ۱۹۱۷ – ۲ نوامبر ۲۰۰۳) عضو کلاس 43-W-۳، پس از آموزش به پایگاه هوایی ارتش لانگ بیچ منصوب شد. او با BT-13، C-47، B-17 و B-24 پرواز کرد.[۷۳]
- هیزل جین رینز
- میبل راولینسون[۷۴]

- کاترین رالز

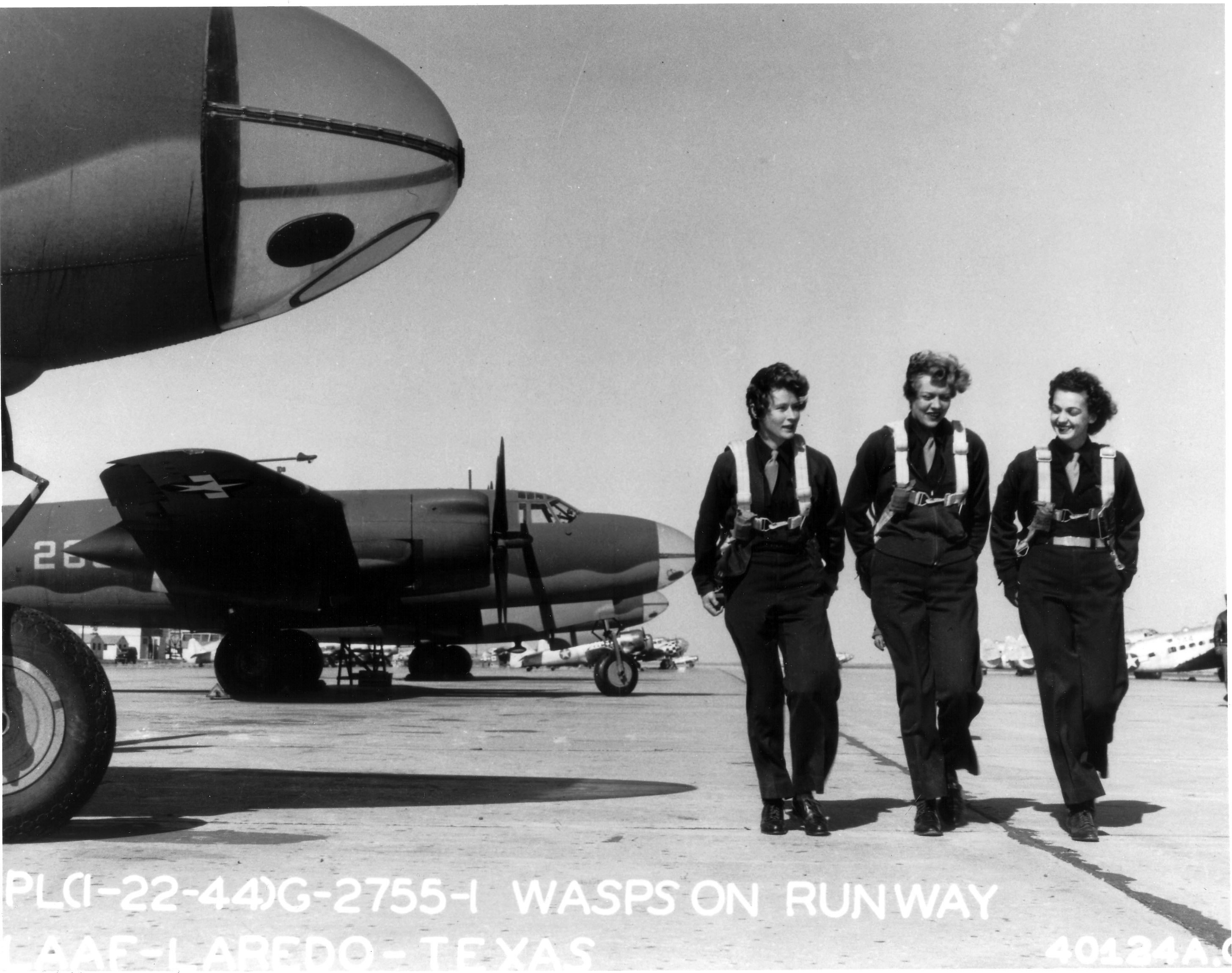
اعضای WASP در خط پرواز در میدان هوایی ارتش لاردو، تگزاس، ۲۲ ژانویه ۱۹۴۴

- اولا میلدرد رکسروات، یک اوگلا سیوکس از منطقه حفاظت شده پاین ریج، داکوتای جنوبی، تنها زن بومی آمریکایی در WASP بود.[۷۵]
- مری آن ریچی
- مارگارت رینگنبرگ
- لورین راجرز
- سپیده دم سیمور[۷۶]
- ایولین شارپ- در سال ۱۹۳۸، اولین شارپ جوانترین فردی در ایالات متحده بود که مجوز خلبانی تجاری دریافت کرد.[۷۷]
- فلورانس شوتسی-رینولدز (۱۹۲۳–۲۰۱۸) گواهینامه خلبانی خود را در سال ۱۹۴۱ به دست آورد، درست قبل از اینکه زنان از برنامه آموزشی دولتی در فرودگاه‌های محلی به دلیل نیاز به خلبانان مرد بیشتر محروم شوند. پس از مرگ همسرش در حدود سال ۱۹۸۸، او شغل «فروشگاه‌ها» سازمان دابلیوآاف‌اس را به عهده گرفت و جواهرات نقره‌ای و برنزی پیچیده، بنرها، روسری‌ها و سایر اقلام با مضمون دابلیوآاف‌اس را ساخت و به فروش رساند.[۷۸]
- گرترود تامپکینز- تنها عضو دابلیوآاف‌اس که در طول جنگ جهانی دوم مفقود شد. او در ۲۶ اکتبر ۱۹۴۴ از ماینز فیلد (در حال حاضر LAX) به مقصد پالم اسپرینگز حرکت کرد و با یک موستانگ P-51D به مقصد نیوجرسی پرواز کرد اما هرگز به آنجا نرسید. در ژانویه ۲۰۱۰، تلاش‌های جستجو برای یافتن محل سقوط احتمالی در خلیج سانتا مونیکا ناموفق بود.[۷۹][۸۰][۸۱]
- شرلی اسلید، متولد ۱۹۲۱ شیکاگو. روی جلد لایف (مجله)، ۱۹ ژوئیه ۱۹۴۳. برای پرواز بل P-39 Airacobras و Martin B-26 Marauders در سه پایگاه: Dodge City AAF، کانزاس، هارلینگن AAF، تگزاس، و Love Field, Dallas آموزش دیده‌است.
- هلن وات اسنپ
- جین استراگان، فارغ‌التحصیل کلاس 43-W-۱.
- الیزابت استروفوس- مارتین بی-۲۶ مارودر را به پرواز درآورد[۸۲] او در ۶ مارس ۲۰۱۶ در ۹۶ سالگی درگذشت.[۸۳][۸۴]
- دورا دوگرتی استروتر[۸۵]
- میلدرد دارلین «میکی» تاتل آکستون
- مری کون والترز
- فلورن میلر واتسون - یکی از اولین داوطلبان دابلیوآاف‌اس.[۸۶][۸۷]
- بتی جین ویلیامز - در دوران نظامی بعدی خود سرهنگ دوم شد.[۸۸]
- مری ای ویلیامسون (1924-2012)[۸۹]
- جینی وود
- مارتی وایال - بخشی از آخرین کلاس دابلیوآاف‌اس در سال ۱۹۴۴ بود. او بعداً مورخ دابلیوآاف‌اس شد.[۹۰]

### کتابشناسی - فهرست کتب
- Clark, Marie Mountain. Dear Mother and Daddy: World War II Letters Home from a WASP. Livonia Michigan: First Page Publications, 2005. شابک ‎۹۷۸−۱−۹۲۸۶۲۳−۶۳−۲.
- Cole, Jean Hascall (1992). Women Pilots of World War II. Salt Lake City, Utah: University of Utah Press. ISBN 978-0-87480-493-5..
- Cornelsen, Kathleen (2005). "Women Airforce Service Pilots of World War II: Exploring Military Aviation, Encountering Discrimination, and Exchanging Traditional Roles in Service to America". Journal of Women's History. 17 (4): 111–119. doi:10.1353/jowh.2005.0046. S2CID 145174776.
- Dubois, Ellen Carol; Dumenil, Lynn (2012). "Women in the Military". Through Women's Eyes (3rd ed.). Boston: St. Martin's. ISBN 978-0-312-67607-0..
- Granger, Byrd Howell (1991). On Final Approach: The Women Airforce Service Pilots of W.W.II. New York: Falconer Publishing Co. ISBN 978-0-9626267-0-8..
- Haynsworth, Leslie and David Toomey. Amelia Earhart's Daughters. New York: William Morrow and Company, 1998. شابک ‎۹۷۸−۰−۶۸۸−۱۵۲۳۳−۸.
- Keil, Sally Van Wagenen, Those Wonderful Women in Their Flying Machines: The Unknown Heroines of World War II. New York: Four Directions Press, 1990. شابک ‎۹۷۸−۰−۹۶۲۷۶۵۹−۰−۲.
- Landdeck, Katherine Sharp, "The Women with Silver Wings: The Inspiring True Story of the Women Airforce Service Pilots of World War II". : Crown, 2020. شابک ‎۹۷۸−۱−۵۲۴۷−۶۲۸۱−۰.
- LoPinto, Winnie, I was a Woman Pilot in 1945. Sheffield, UK: Green Leaf Publishing, 2001. شابک ‎۹۷۸−۱−۴۹۱۲−۸۳۴۷−۹
- Merryman, Molly (1998). Clipped Wings: The Rise and Fall of the Women Airforce Service Pilots (WASPs) of World War II. New York: New York University Press. ISBN 978-0-8147-5568-6.
- Monahan, Evelyn M.; Neidel-Greenlee, Resemary (2010). A Few Good Women: America's Military Women From World War I to the Wars in Iraq and Afghanistan. New York: Alfred A Knopf. ISBN 978-1-4000-4434-4.
- Noggle, Anne. For God, Country and the Thrill of It: Women Airforce Service Pilots During WWII. College Station, Texas: Texas A&M University Press. 1990. شابک ‎۹۷۸−۰−۸۹۰۹۶−۴۰۱−۹.
- Parrish, Nancy. WASP In Their Own Words – An Illustrated History of the Women Airforce Service Pilots. Waco, Texas: Wings Across America Publications, 2010. شابک ‎۹۷۸−۰−۹۷۰۳۴۵۰−۰−۴.
- Rickman, Sarah Byrn. Nancy Batson Crews: Alabama's First Lady of Flight. Tuscaloosa, Alabama: University of Alabama Press, 2009. شابک ‎۹۷۸−۰−۸۱۷۳−۵۵۵۳−۱.
- Rickman, Sarah Byrn (2008). Nancy Love and the WASP Ferry Pilots of World War II. Denton, Texas: University of North Texas Press. ISBN 978-1-57441-241-3..
- Rickman, Sarah Byrn (2016). WASP of the Ferry Command: Women Pilots, Uncommon Deeds. Denton, Texas: University of North Texas Press. ISBN 978-1-57441-637-4..
- Sage, Jenny (2017). "Ladies of Lockbourne: Women Airforce Service Pilots and the Mighty B-17 Flying Fortress". Ohio History. 124 (2): 5–27. doi:10.1353/ohh.2017.0013. S2CID 148720217.
- Schrader, Helena. Sisters in Arms: British and American Women Pilots During World War II. Barnsley, South Yorkshire, UK: Pen and Sword Books, 2006. شابک ‎۹۷۸−۱−۸۴۴۱۵−۳۸۸−۶.
- Simbeck, Rob. Daughter of the Air: The Brief Soaring Life of Cornelia Fort. New York: Atlantic Monthly Press. 1999. شابک ‎۹۷۸−۱−۵۶۰۰۰−۴۶۱−۵.
- Smith-Daugherty, Rhonda (2012). Jacqueline Cochran: Biography of a Pioneer Aviator. Jefferson, North Carolina: McFarland & Company, Inc. ISBN 978-0-7864-6275-9.
- Strebe, Amy Goodpaster. Flying for her Country: The American and Soviet Women Military Pilots of World War II. Dulles, Virginia: Potomac Books. 2009. شابک ‎۹۷۸−۱−۵۹۷۹۷−۲۶۶−۶.
- Williams, Vera S. WASPs: Women Airforce Service Pilots of World War II. St. Paul, Minnesota: Motorbooks International, 1994. شابک ‎۹۷۸−۰−۸۷۹۳۸−۸۵۶−۰.